# Revens
Revens ist eine französische Gemeinde mit 31 Einwohnern (Stand 1. Januar 2022) im Département Gard in der Region Okzitanien. Sie gehört zum Gemeindeverband Communauté de communes Causses Aigoual Cévennes.

## Geografie
Revens ist die westlichste Gemeinde des Départements Gard. Sie befindet sich im Nationalpark Cevennen, südlich des Forêt Domaniale du Causse Noir. Westlich des Ortes befindet sich das Tal der Dourbie, im Südwesten liegt der Trèvezel, im Norden die Garène. Das Dorf erstreckt sich entlang einer Straße.

## Geschichte
Früher gehörte Revens zur Viguerie von Le Vigan und Meyrueis und kirchlich zum Bistum Nîmes. Im 12. Jahrhundert wurde es unter dem Namen Rodens erstmals erwähnt.

### Bevölkerungsentwicklung
| Jahr      | 1962 | 1968 | 1975 | 1982 | 1990 | 1999 | 2008 |
| Einwohner | 33   | 36   | 27   | 17   | 30   | 24   | 29   |

## Sehenswürdigkeiten
Der Bau der Kirche Saint-Pierre, der im 19. Jahrhundert begann, wurde mit der Fertigstellung des Glockenturms im Jahr 1889 abgeschlossen. Sie ersetzte die alte Kirche Saint-Pierre. Diese liegt am Ufer der Dourbie und war damit sehr abgelegen. Aus ihr wurde eine Einsiedelei.
Bei dem Menhir de Revens handelt es sich um einen einzelnen Menhir, dessen genaue Funktion allerdings nicht geklärt ist. Heute leidet der Menhir stark unter der Witterung.